# 9th Maryland Infantry
Le 9th Maryland Volunteer Infantry Regiment est un régiment d'infanterie qui a servi dans l'armée de l'Union pendant la guerre de Sécession.

## Service
Le 9th Maryland Infantry est organisé à Baltimore, au Maryland, en juin-juillet 1863 pour six mois de service, sous le commandement du colonel Benjamin L. Simpson.
Le régiment est affecté dans la première brigade, à Maryland Heights, dans la division de Virginie-Occidentale, jusqu'en décembre 1863. Il est dans la première brigade de la première division, en Virginie-Occidentale, jusqu'en février 1864.
Le 9th Maryland Infantry est libéré du service, à Baltimore, le 24 février 1864.

## Service détaillé
Le 9th Maryland Infantry part de Baltimore vers l'ouest du Maryland, le 6 juillet 1863. Il participe à l'occupation de Maryland Heights le 7 juillet 1863. Il est à Loudon Heights jusqu'au mois d'août. Il participe à la garde du chemin de fer de Baltimore & Ohio. La compagnie B est à Duffield Station, la compagnie C à Brown's Crossing, les compagnies A et B font un service de prévôté à Harpers Ferry, les compagnies D, E, F, G, H, et I sont à Charles Town, en Virginie-Occidentale, jusqu'au 18 octobre. Le régiment est attaqué par le brigadier général John D. Imboden et capturé. Les compagnies A, B et C sont en service en Virginie-Occidentale jusqu'en février 1864. Il revient à Baltimore pour être libéré du service.

## Commandants
- Colonel Benjamin L. Simpson

## Victimes
Le régiment perd un total de 126 hommes pendant le service, 2 soldats sont tués ou blessés mortellement et 124 hommes du rang en raison de la maladie.